# フルドライブ
「フルドライブ」は、KANA-BOONの楽曲で、メジャー3枚目のシングル。2014年5月21日にKi/oon Musicから発売された。

## 概要
前作「結晶星」から、3か月ぶりのシングル。
これまでの作品と同じく初回生産限定盤と通常盤の2種類で発売され、初回生産限定盤には「スペースシャワー列伝 JAPAN TOUR 2014」ファイナルとなった東京・赤坂BLITZ公演の映像が収録されたDVDが同梱される。
ミュージック・ビデオは、スミスが監督を手掛け、多摩センター付近で撮影されている。またファッションモデルのemmaや、俳優のハヤテ、元ココア男。のメンバーである鈴木勝吾が出演している。
この作品で、テレビ朝日系音楽番組『ミュージックステーション』に初出演を果たした。

## 収録内容

### CD
- 全作詞／全作曲：谷口鮪

1. フルドライブ [3:17]
谷口によると、ワンマンライブを終え、受け入れてくれる人も増え、今まで手が届かないところに行けるようになったとき、今までよりファーストインパクトの強い曲を作ろうと思い、できた曲だと言う[8]。
2. レピドシレン [3:18]
タイトルは魚の名前であり、呼吸するために水面に上がらないという性質から｢労力を払って生きていく｣というテーマを元に制作された[9]。
3. 夜のマーチ [4:24]
『DOPPEL』に収録されている｢夜をこえて｣と同じイメージで制作されている。1番は男性が主人公で2番は女性が主人公であり、1番の主人公のモデルは谷口自身だという[9]。

### DVD（初回生産限定盤）
- LIVE at 赤坂BLITZ ～スペースシャワー列伝 JAPAN TOUR 2014～

1. ミミック
2. 結晶星
3. 1.2. step to you